# CORINE biotopes
CORINE biotopes – jeden z działów tematycznych systemu CORINE obejmujący typowanie ostoi przyrodniczych o znaczeniu europejskim, sporządzenie opisu bogactwa przyrodniczego kraju, inicjowanie prac nad krajowym systemem informacyjnym ochrony przyrody.
Typowanie ostoi CORINE opiera się na listach gatunków, odzwierciedlających pełny zakres biogeograficznego zróżnicowania przyrody w krajach uczestniczących w programie, a które zostały przygotowane na podstawie Konwencji Berneńskiej i czerwonej księgi IUCN. Na polskiej liście CORINE znajdują się 53 gatunki roślin występujące w Europie Środkowej oraz 36 - lokalnie występujących w Polsce, 139 zagrożonych gatunków kręgowców i 136 gatunków bezkręgowców. Wśród gatunków, które były podstawą typowania ostoi przyrody CORINE w skali europejskiej znalazło się jedynie 10% gatunków chronionych w Polsce. W banku danych CORINE-biotopes znajdują się aktualnie informacje o 961 ostojach, które zajmują około 10-12% powierzchni Polski. Często nie są one objęte ochroną prawną.
Wytypowane miejsce staje się ostoją CORINE jeżeli między innymi:
- jest obszarem występowania nie więcej niż 1% europejskiej populacji gatunku lub biotopu z listy CORINE;
- jest jednym z co najwyżej 5 miejsc występowania gatunku lub biotopu z listy CORINE w regionie;
- jest jednym ze 100 najważniejszych miejsc występowania gatunku z listy CORINE  w Europie;

Ostoje pod względem rangi dzielą się na: międzynarodowe, krajowe i regionalne. 
Program CORINE biotopes obejmuje kilka innych szczegółowych działów:
- SOIL EROSION RISK (dotyczy zagrożenia erozją gleb)
- COASTAL EROSION RISK (dotyczy zagrożenia abrazją)
- CORINEUAU (dotyczy zasobów wodnych)